# Figlia mia
Figlia mia è un film del 2018 diretto da Laura Bispuri, con protagonista Valeria Golino e Alba Rohrwacher.

## Trama
Vittoria una bambina di 10 anni è molto legata a sua madre Tina che, un giorno, la porta da Angelica. Questa strana donna vive fuori dal paese, con animali e passa il tempo ubriaca con uomini che pensano solo al sesso. La ragazzina si affeziona ad Angelica e scoprirà il segreto che le lega tutte e due.

## Distribuzione
La pellicola è stata presentata in concorso al 68º festival internazionale di Berlino.
Il film è uscito nelle sale cinematografiche italiane il 22 febbraio 2018.

## Accoglienza
La pellicola in Italia ha incassato 83,9 mila euro.

## Riconoscimenti
- 2018 - Festival internazionale del cinema di Berlino
  - Candidatura per l'Orso d'oro
- 2018 - Bif&st
  - Premio Mariangela Melato per il Cinema per la Miglior Attrice Protagonista a Valeria Golino e Alba Rohrwacher
- 2018 - Nastro d'argento
  - Candidatura per il Miglior produttore a Vivo Film, Colorado Film, Rai Cinema: Marta Donzelli e Gregorio Paonessa
  - Candidatura per la Migliore attrice protagonista a Valeria Golino e Alba Rohrwacher
  - Candidatura per il Migliore sonoro in presa diretta a Stefano Campus
- 2018 - Globo d'oro
  - Candidatura per la Migliore attrice a Alba Rohrwacher